# Coren
Coren-les-Eaux redirige ici.
Coren [koʁɛ̃], dénommée localement Coren-les-Eaux, est une commune rurale française, située à 8 km de Saint-Flour, dans le département du Cantal en région Auvergne-Rhône-Alpes. En 2022, elle comptait 445 habitants. 

## Géographie

### Localisation
La commune de Coren se trouve dans l'est du département du Cantal, en région Auvergne-Rhône-Alpes.
Elle se situe à 75 km par la route d'Aurillac, préfecture du département, et à 8 km de Saint-Flour, sous-préfecture
Les communes les plus proches sont : Mentières (2,6 km), Andelat (4,1 km), Tiviers (4,4 km), Saint-Flour (5,0 km), Roffiac (6,1 km), Talizat (6,3 km), Rézentières (6,3 km), Vieillespesse (6,5 km).
| Talizat | Rézentières | Vieillespesse |
| Andelat | Coren       | Mentières     |
|         | Saint-Flour | Saint-Georges |

### Climat
Pour des articles plus généraux, voir Climat d'Auvergne-Rhône-Alpes et Climat du Cantal.
En 2010, le climat de la commune est de type climat océanique altéré, selon une étude du CNRS s'appuyant sur une série de données couvrant la période 1971-2000. En 2020, Météo-France publie une typologie des climats de la France métropolitaine dans laquelle la commune est exposée à un climat de montagne ou de marges de montagne et est dans la région climatique Nord-est du Massif Central, caractérisée par une pluviométrie annuelle de 800 à 1 200 mm, bien répartie dans l’année.
Pour la période 1971-2000, la température annuelle moyenne est de 8,6 °C, avec une amplitude thermique annuelle de 15,5 °C. Le cumul annuel moyen de précipitations est de 795 mm, avec 10,1 jours de précipitations en janvier et 6,8 jours en juillet. Pour la période 1991-2020, la température moyenne annuelle observée sur la station météorologique de Météo-France la plus proche, sur la commune de Saint-Flour à 5 km à vol d'oiseau, est de 8,8 °C et le cumul annuel moyen de précipitations est de 800,3 mm,. Pour l'avenir, les paramètres climatiques de la commune estimés pour 2050 selon différents scénarios d'émission de gaz à effet de serre sont consultables sur un site dédié publié par Météo-France en novembre 2022.

## Urbanisme

### Typologie
Au 1er janvier 2024, Coren est catégorisée commune rurale à habitat dispersé, selon la nouvelle grille communale de densité à 7 niveaux définie par l'Insee en 2022.
Elle est située hors unité urbaine. Par ailleurs la commune fait partie de l'aire d'attraction de Saint-Flour, dont elle est une commune de la couronne,. Cette aire, qui regroupe 36 communes, est catégorisée dans les aires de moins de 50 000 habitants,.

### Occupation des sols
L'occupation des sols de la commune, telle qu'elle ressort de la base de données européenne d’occupation biophysique des sols Corine Land Cover (CLC), est marquée par l'importance des territoires agricoles (83,1 % en 2018), une proportion sensiblement équivalente à celle de 1990 (83,2 %). La répartition détaillée en 2018 est la suivante : prairies (64,9 %), zones agricoles hétérogènes (13,9 %), forêts (10,7 %), terres arables (4,3 %), zones industrielles ou commerciales et réseaux de communication (4,1 %), zones urbanisées (2,1 %). L'évolution de l’occupation des sols de la commune et de ses infrastructures peut être observée sur les différentes représentations cartographiques du territoire : la carte de Cassini (XVIIIe siècle), la carte d'état-major (1820-1866) et les cartes ou photos aériennes de l'IGN pour la période actuelle (1950 à aujourd'hui).

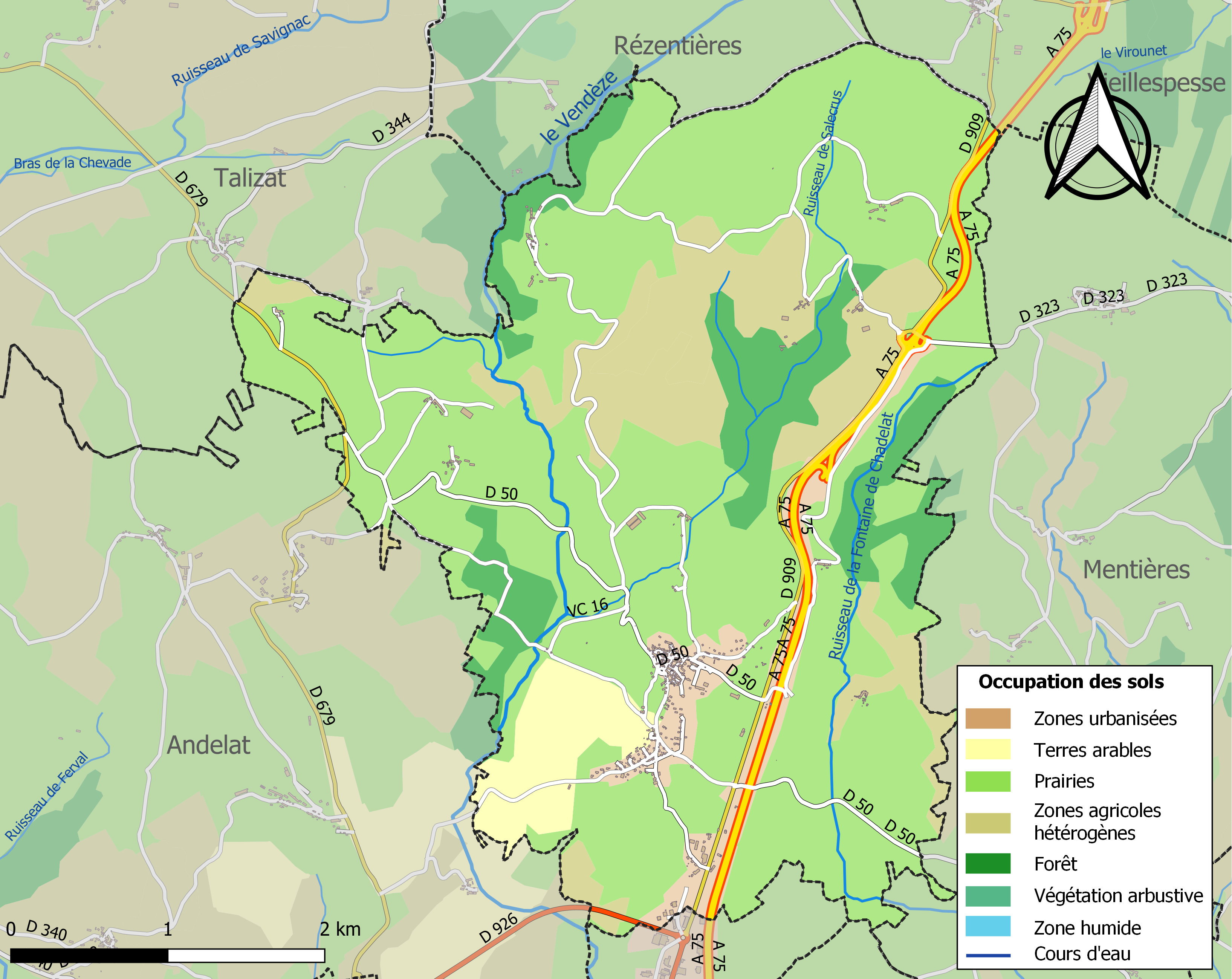
Carte des infrastructures et de l'occupation des sols de la commune en 2018 (CLC).

### Habitat et logement
En 2018, le nombre total de logements dans la commune était de 229, alors qu'il était de 213 en 2013 et de 217 en 2008.
Parmi ces logements, 81,8 % étaient des résidences principales, 11,6 % des résidences secondaires et 6,7 % des logements vacants. Ces logements étaient pour 96,4 % d'entre eux des maisons individuelles et pour 3,6 % des appartements.
Le tableau ci-dessous présente la typologie des logements à Coren en 2018 en comparaison avec celle du Cantal et de la France entière. Une caractéristique marquante du parc de logements est ainsi une proportion de résidences secondaires et logements occasionnels (11,6 %) inférieure à celle du département (20,4 %) mais supérieure à celle de la France entière (9,7 %). Concernant le statut d'occupation de ces logements, 79,9 % des habitants de la commune sont propriétaires de leur logement (85,5 % en 2013), contre 70,4 % pour le Cantal et 57,5 pour la France entière.
| Typologie                                               | Coren | Cantal | France entière |
| ------------------------------------------------------- | ----- | ------ | -------------- |
| Résidences principales (en %)                           | 81,8  | 67,7   | 82,1           |
| Résidences secondaires et logements occasionnels (en %) | 11,6  | 20,4   | 9,7            |
| Logements vacants (en %)                                | 6,7   | 11,9   | 8,2            |

## Toponymie
Sur des documents anciens, on trouve les toponymes Core, Corentz, Corentum, Couren.
Le nom utilisé localement est Coren-les-Eaux, en référence à une source d’eau ferrugineuse exploitée à l’époque gallo-romaine et au début du XXe siècle. C'est ce nom qui fut repris lors de l'ouverture de la gare, en service de 1910 à 1942, et qui apparait aujourd'hui sur les panneaux de signalisation à l'entrée du village. En 2019, le conseil municipal a voté une délibération pour l'adoption officielle de ce nom, une délibération similaire a été adoptée plus tard par le Conseil départemental du Cantal. La commune souhaite éviter la confusion avec les communes homophones de Corent dans le Puy-de-Dôme voisin ou de Corenc en Isère. Certains services de l'État, comme la Poste ou le Trésor public, utilisent le nom de Coren-les-Eaux. 
Le nom officiel reste toutefois Coren. En 2022, la préfecture du Puy-de-Dôme exerce une pression sur la maire du village, Patricia Rochès, pour, dit-elle, « exiger le retrait de la mention Coren-les-Eaux du site Internet, de Wikipédia, de la signalétique et de l’annuaire des maires du Cantal » après avis négatif de la Commission nationale de toponymie qui considère que « l'historicité de ce nom [de Coren-les-Eaux] est discutable » et vient « d'une volonté principalement touristique » ce que conteste la commune qui n'a pas d'activité touristique. Elle a alors maintenu l'usage du nom de Coren-les-Eaux et a saisi le tribunal administratif de Clermont-Ferrand en août 2022, une audience s'étant tenue en mars 2025 avec mise en délibéré du jugement.

## Politique et administration

### Découpage territorial
La commune de Coren est membre de l'intercommunalité Saint-Flour Communauté, un établissement public de coopération intercommunale (EPCI) à fiscalité propre créé le 1er janvier 2017 dont le siège est à Saint-Flour. Ce dernier est par ailleurs membre d'autres groupements intercommunaux.
Sur le plan administratif, elle est rattachée à l'arrondissement de Saint-Flour, au département du Cantal, en tant que circonscription administrative de l'État, et à la région Auvergne-Rhône-Alpes.
Sur le plan électoral, elle dépend du canton de Saint-Flour-1 pour l'élection des conseillers départementaux, depuis le redécoupage cantonal de 2014 entré en vigueur en 2015, et de la deuxième circonscription du Cantal  pour les élections législatives, depuis le redécoupage électoral de 1986.

### Élections municipales et communautaires

#### Élections de 2020
Le conseil municipal de Coren, commune de moins de 1 000 habitants, est élu au scrutin majoritaire plurinominal à deux tours avec candidatures isolées ou groupées et possibilité de panachage. Compte tenu de la population communale, le nombre de sièges à pourvoir lors des élections municipales de 2020 est de 11. Sur les vingt-deux candidats en lice, neuf sont élus dès le premier tour, le 15 mars 2020, avec un taux de participation de 85,38 %. Les deux conseillers restant à élire sont élus au second tour, qui se tient le 28 juin 2020 du fait de la pandémie de Covid-19, avec un taux de participation de 76,44 %.
Patricia Rochès, maire sortante, est réélue pour un nouveau mandat le 4 juillet 2020.
Dans les communes de moins de 1 000 habitants, les conseillers communautaires sont désignés parmi les conseillers municipaux élus en suivant l’ordre du tableau (maire, adjoints puis conseillers municipaux) et dans la limite du nombre de sièges attribués à la commune au sein du conseil communautaire. Un siège est attribué à la commune au sein de Saint-Flour Communauté.

#### Liste des maires
| Période                                  | Période                    | Identité                                     | Étiquette                             | Qualité |
| ---------------------------------------- | -------------------------- | -------------------------------------------- | ------------------------------------- | --- |
| Les données manquantes sont à compléter. |                            |                                              |                                       | |
| 1882                                     | 1935                       | Guillaume dit Auguste Viallefont (1849-1937) | Républicain                           | Agriculteur, puis négociant, conseiller général du canton de Saint-Flour-Nord (1904-1910), conseiller d'arrondissement (1886-1889 et 1895-1904) |
| Les données manquantes sont à compléter. |                            |                                              |                                       | |
| 1971                                     | 1989                       | Jean-Marie Vergne (1932-2020)                |                                       | Électricien |
| Les données manquantes sont à compléter. |                            |                                              |                                       | |
| mars 1989                                | mars 2008                  | André Salles                                 | Sans Etiquette                        | Instituteur Documentaliste |
| mars 2008                                | avril 2014                 | Aline Monteil                                |                                       | |
| avril 2014                               | En cours (au 13 août 2020) | Patricia Rochès                              | ECO, proche de l'UDI puis En Marche ! | Auteur et éditeur |

## Population et société

### Démographie
L'évolution du nombre d'habitants est connue à travers les recensements de la population effectués dans la commune depuis 1793. Pour les communes de moins de 10 000 habitants, une enquête de recensement portant sur toute la population est réalisée tous les cinq ans, les populations de référence des années intermédiaires étant quant à elles estimées par interpolation ou extrapolation. Pour la commune, le premier recensement exhaustif entrant dans le cadre du nouveau dispositif a été réalisé en 2007.

En 2022, la commune comptait 445 habitants, en évolution de +4,46 % par rapport à 2016 (Cantal : −1,08 %, France hors Mayotte : +2,11 %).
| 1793 | 1800 | 1806 | 1821 | 1831 | 1836 | 1841 | 1846 | 1851 |
| ---- | ---- | ---- | ---- | ---- | ---- | ---- | ---- | ---- |
| 537  | 428  | 535  | 491  | 590  | 577  | 588  | 602  | 566  |

| 1856 | 1861 | 1866 | 1872 | 1876 | 1881 | 1886 | 1891 | 1896 |
| ---- | ---- | ---- | ---- | ---- | ---- | ---- | ---- | ---- |
| 534  | 509  | 525  | 476  | 448  | 478  | 462  | 475  | 448  |

| 1901 | 1906 | 1911 | 1921 | 1926 | 1931 | 1936 | 1946 | 1954 |
| ---- | ---- | ---- | ---- | ---- | ---- | ---- | ---- | ---- |
| 513  | 465  | 445  | 417  | 388  | 371  | 319  | 306  | 301  |

| 1962 | 1968 | 1975 | 1982 | 1990 | 1999 | 2006 | 2007 | 2012 |
| ---- | ---- | ---- | ---- | ---- | ---- | ---- | ---- | ---- |
| 307  | 262  | 276  | 401  | 419  | 407  | 433  | 437  | 417  |

| 2017 | 2022 | - | - | - | - | - | - | - |
| ---- | ---- | - | - | - | - | - | - | - |
| 434  | 445  | - | - | - | - | - | - | - |

## Transport
La commune est traversée par la route départementale D909 (passant à l'est du village) qui relie Saint-Flour au sud à Massiac au nord. Sur son trajet dans la commune, elle longe l'autoroute A75 qui n'a pas d'échangeur sur la commune. 
La commune était autrefois desservie par le train avec la ligne de Beaumont-Loriat à Saint-Flour. La gare, dont le bâtiment existe toujours, a été en service de 1910 à 1942 ;

## Culture locale et patrimoine

### Lieux et monuments
- Église Saint-Pierre, construite dans la seconde moitié du XIXe siècle ;
- Source Font de Vie, une source d'eau minérale ferrugineuse naturelle réputée pour activer les fonctions digestives[35]. Elle débouche au milieu du ruisseau de la Roussière. C'est cette source qui a donné le nom de Coren-les-Eaux ;
- Col de la Fageole, situé à 1 114 m et franchi par l'autoroute A75 et la route départementale D909.